# Ozero Rassolaj
Ozero Rassolaj (ryska: Озеро Рассолай) är en sjö i Belarus.   Den ligger i voblasten Vitsebsks voblast, i den norra delen av landet, 200 km nordost om huvudstaden Minsk. Ozero Rassolaj ligger 140 meter över havet. Arean är 0,44 kvadratkilometer. Den sträcker sig 1,4 kilometer i nord-sydlig riktning, och 0,7 kilometer i öst-västlig riktning.
I omgivningarna runt Ozero Rassolaj växer i huvudsak blandskog. Runt Ozero Rassolaj är det glesbefolkat, med 14 invånare per kvadratkilometer.